# محی‌الدین منصور شاه
پادوکا سری سلطان محی‌الدین منصور شاه ابن المرحوم سلطان رجال‌الدین محمد شاه (درگذشت – ۴ ژانویه ۱۶۶۲) چهاردهمین سلطان کداح بود. دوران حکمرانی او از سال ۱۶۵۲ تا ۱۶۶۲ به طول انجامید. محی‌الدین در سال ۱۶۵۴ مرکز زمامداری خود را به کوتا سنا انتقال داد. او با حق حاکمیت محدود سیام موافقت کرد و در ماه سپتامبر ۱۶۶۰، اولین «بونگا ماس» (خراج) را برای کشور سیام ارسال کرد.